# Courtney LaPlante
Courtney Stringer, née LaPlante le 26 février 1989, est une chanteuse et compositrice américaine surtout connue comme la chanteuse principale du groupe de heavy metal canadien Spiritbox. Née aux États-Unis, LaPlante commence à chanter dans des groupes à l'adolescence après avoir déménagé au Canada. Elle connait d'abord le succès en tant que chanteuse principale du groupe de metalcore américain aujourd'hui disparu Iwrestledabearonce. En tant que successeure du chanteur original du groupe, LaPlante enregistre et joue avec le groupe de 2012 à 2015. Elle quitte le groupe quelques mois après la sortie de son deuxième album avec eux, Hail Mary (en) (2015).
En 2016, LaPlante retourne au Canada avec son compagnon de groupe de longue date Mike Stringer, où les deux se marient ; ils jouent ensemble dans chacun des groupes de LaPlante. Désireux d'avoir leur propre identité créative à la suite de leur expérience dans Iwrestledabearonce, le duo fonde Spiritbox en 2017. Ils sortent un album studio, Eternal Blue (en) (2021), et plusieurs extended plays.

## Jeunesse et début de carrière
Courtney LaPlante est née le 26 février 1989 à Bangor, dans le Maine,. Elle grandit avec ses parents en tant qu'aînée de six enfants, parmi lesquels un frère cadet et collègue musicien, Jackson. Son père est entraîneur de basket-ball universitaire et sa mère est enseignante. La famille LaPlante déménage en Alabama lorsque Courtney a six ans. Ayant grandi dans l'Église catholique, sa famille est considérée comme inhabituelle dans le Sud à prédominance protestante. Cela l'amène à se tourner vers l'Église méthodiste, où elle aime chanter de la musique orientée rock, contrairement à ce à quoi elle était habituée dans l'Église catholique. Elle commence à fréquenter l'Église méthodiste vers l'âge de 14 ans avec son petit ami de l'époque, et se rend compte qu'elle « aimait vraiment les gens qui applaudissaient et performer » plutôt que le cœur de la religion, bien qu'elle reste « fascinée par toute religion ou spiritualité ».
À l'âge de 15 ans, après le divorce de ses parents, LaPlante déménage avec sa mère à Victoria, en Colombie-Britannique, à près de 2 800 milles au nord-ouest de sa maison en Alabama. Avant de devenir célèbre, LaPlante a des emplois réguliers comme barista, commis à la paie et réceptionniste.
La carrière musicale de LaPlante commence à l'âge de 18 ans, lorsqu'elle et Jackson forment le groupe de métal Unicron. Le groupe commence par jouer de la musique inspirée de Rage Against the Machine, ce qui donne lieu à un son similaire à leur spin-off Audioslave, mais s'oriente progressivement vers le metalcore progressif, influencé par des groupes comme Protest the Hero et Between the Buried and Me. C'est lors d'un concert qu'Unicron partage avec son le groupe basé à Victoria, Fall in Archaea, que LaPlante rencontre leur guitariste, Mike Stringer. Les frères et sœurs LaPlante sont impressionnés par les capacités de Stringer ; après la disparition de Fall of Archaea, les deux le recrutent pour jouer pour Unicron. LaPlante et Stringer forment finalement une relation amoureuse et se fiancent vers 2012. Ils ont initialement prévu de se marier peu de temps après, mais le plan est reporté pendant un certain temps après que LaPlante ait rejoint Iwrestledabearonce, suivi par Stringer peu après Après avoir quitté le groupe en 2015, ils se marient en 2016. Pour les cadeaux de mariage, le couple demande un financement pour leurs projets musicaux, qui deviendra plus tard Spiritbox,.

## Carrière musicale

### Iwrestledabearonce (2012-2015)

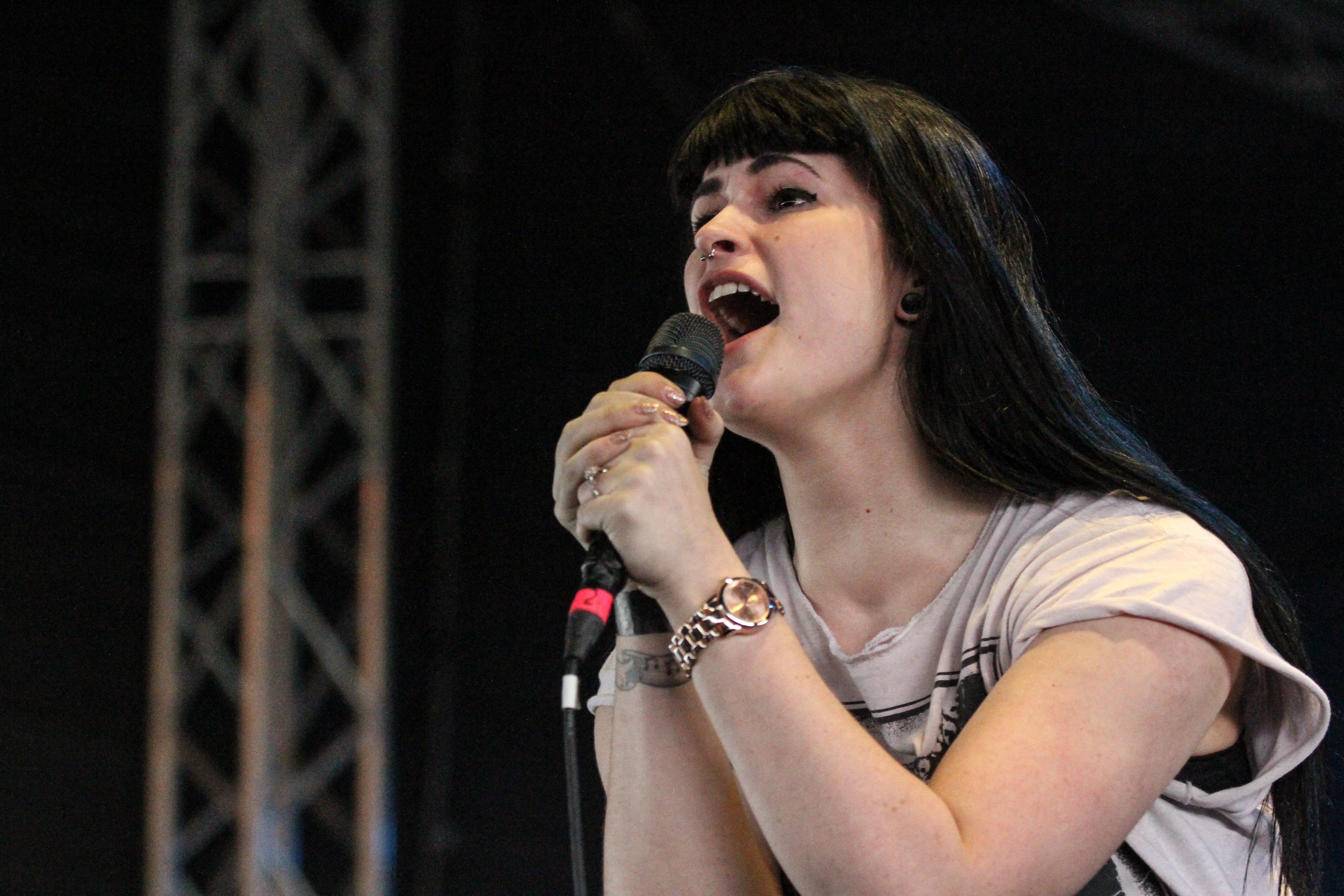
LaPlante en concert avec Iwrestledabearonce en 2013.

Steven Bradley, guitariste du groupe de metalcore Iwrestledabearonce, basé en Louisiane, annonce en 2012 que la chanteuse du groupe, Krysta Cameron, est enceinte et qu'elle quitte donc brusquement le groupe. Le groupe est alors à Dallas, au Texas, pour une date du Warped Tour 2012. Un représentant du Warped Tour suggère LaPlante, et ils la contactent pour lui demander de remplacer Cameron. LaPlante arrive du Canada pour se produire le lendemain,. Bien qu'elle soit une fan du groupe et que l'annonce l'ait désignée comme « l'amie » du groupe, elle et le groupe ne s'étaient jamais rencontrés ni même parlé avant le départ de Cameron, bien que plusieurs pairs du groupe leur aient montré son travail dans Unicron, le comparant à Iwrestledabearonce. Elle continue à jouer avec le groupe pour le reste de la tournée et le rejoint officiellement plus tard cette année-là.
Quelque temps après le premier album de LaPlante avec le groupe, Late for Nothing (en) (2013), Stringer la rejoint dans le groupe. Stringer joue à la place du guitariste précédent John Ganey lors de la production de Hail Mary (2015), bien que le départ officiel de Ganey n'ait jamais été annoncé. En 2015, à deux semaines de la fin de la tournée, le couple décide de quitter le groupe après avoir terminé sa tournée. LaPlante et Stringer n'étaient plus à l'aise dans le rôle de « remplaçants » des membres originaux qui les précédaient et souhaitaient également poursuivre une nouvelle direction créative. Aucune annonce n'a jamais été faite par Iwrestledabearonce concernant le départ du couple, et le groupe est resté inactif depuis.

### Spiritbox (2017-présent)
LaPlante et Stringer se marient en 2016 et deux semaines après le mariage, ils commencent à investir leur argent dans l'enregistrement de chansons pour un nouveau projet. Entre-temps, le couple retourne chercher un emploi régulier ; au début, LaPlante travaille comme serveuse, tandis que Stringer livre des pizzas. Les deux travaillent ensuite ensemble comme commis à la saisie de données. Le projet est suspendu pendant qu'ils luttent pour obtenir un contrat avec une maison de disques pour financer sa tournée,. Le 9 octobre 2017, le duo mari et femme annonce le lancement de leur groupe, nommé Spiritbox. Le couple fonde le groupe dans leur ville natale de Victoria. Il sort son premier album complet, Eternal Blue, en septembre 2021, qui reçoit des critiques très positives,.

## Style musical
L'objectif de LaPlante pour son groupe, Spiritbox, est d'avoir un son fluide et variable,. Elle cite Tesseract, Deftones, Kate Bush, Tool, et Amy Lee comme influences ; bien que Meshuggah soit son principal exemple dans le heavy metal dans son ensemble. Elle exprime également son admiration pour Gojira, Björk, Beyoncé, et FKA Twigs.
La première expérience de LaPlante avec le chant guttural vient de l'écoute de Cannibal Corpse à l'âge de cinq ans, qui s'est transformée en un intérêt marqué pour les voix dures au début de son adolescence tout en écoutant du nu metal. À l'âge de dix-huit ans, LaPlante pose son screaming pour la première fois sur un breakdown d'une chanson écrite par son frère. Elle déclare qu'il est nécessaire de repousser les limites du genre metalcore en apportant modernité et diversité des styles vocaux pour rester pertinent. Son phrasé vocal basé sur son expression musicale, principalement ancré dans le R&B contemporain, deviendra une caractéristique distinctive ; elle attribue à Doja Cat, HER, SZA et The Weeknd les influences de son chant clair. Le chant de LaPlante est acclamé par les critiques musicaux. Max Morin de Metal Injection la salue comme « l'une des meilleures chanteuses de la scène métal moderne », et Sam Coare de Kerrang! salue « l'habileté, la profondeur et la férocité » de la capacité de LaPlante à faire la transition entre les grognements et le chant.

## Discographie

### Iwrestledabearonce
- Late for Nothing (en) (2013)
- Hail Mary (en) (2015)

### Spiritbox

#### Album studio
- Eternal Blue (en) (2021)

#### Extended plays
- Spiritbox (2017)
- Singles Collection (2019)
- Rotoscope (2022)
- The Fear of Fear (en) (2023)